# Kumla, Tärna och Kila församling
Kumla, Tärna och Kila församling är en församling i Norra Västmanlands kontrakt i Västerås stift i Svenska kyrkan. Församlingen ligger i Sala kommun i Västmanlands län och utgör ett enförsamlingspastorat. 

## Administrativ historik
Församlingen bildades 2025 genom sammanslagning av Kumla, Tärna och Kila församlingar och utgör ett enförsamlingspastorat.

## Kyrkor
- Kila kyrka
- Sätra brunns kyrka
- Kumla kyrka
- Tärna kyrka